# روبرت أوستريان
روبرت أوستريان (بالتيمور، 12 أبريل 1916 - فيلادلفيا، 25 مارس 2007) كان طبيبا أمريكا للأمراض المعدية، إلى جانب ماكسويل فنلندا، أحد أهم اثنين من الباحثين في بيولوجيا الجرثومة العقدية الرئوية في القرن العشرين.
حصل أوستريان على درجة الدكتوراه في الطب من جامعة جونز هوبكنز، وقام بزمالات في الأمراض المعدية في جامعة جونز هوبكنز وجامعة نيويورك. ومضى في تأسيس قسم الأمراض المعدية وبرنامج الزمالة في كلية الطب بجامعة بنسلفانيا وشغل الكرسي روبرت هير موسر هناك من 1962-1986.
تشمل جوائز النمسا محاضرة ماكسويل فنلندا العامة في الدورة السنوية لجمعية الأمراض المعدية الأمريكية في عام 1974، بعنوان «كل ما يلتقط عشوائيا من الحياة مع المكورات الرئوية» وجائزة ألبرت لاسكر للبحوث الطبية السريرية لعام 1978. كان له جائزة لاسكر لتطوير وتوضيح لفعالية لقاح منقى من السكريات المحفظة في الوقاية من مرض المكورات الرئوية. قبل لقاح السكاريد أوستريان، أعد العلماء لقاحات بكتيرية كاملة أبسط ولقاحات السكريات المحفظة ولكن لم يتم قبولها كمعيار للرعاية من قبل المجتمع الطبي.وصفت العديد من السلطات الطبية هذا العصر بأنه «نهاية الأمراض المعدية» بسبب الحد من الوفيات الملحوظة المستمدة من مضادات الجراثيم الجديدة ومضادات الطفيليات وأبحاث اللقاحات التي لا يعتقد أنها جديرة بالاهتمام.
عندما تم استخدام المضادات الحيوية لعلاج عدوى المكورات الرئوية في الخمسينيات والستينيات، تم التخلي عن المزيد من تطوير لقاح المكورات الرئوية. اختار أوستريان التركيز على الوقاية بدلا من العلاج بالمضادات الحيوية لهذا المرض المنهك. بداية بدراسات الترصد التي أجراها كشفت أنه على الرغم من العلاج بالمضادات الحيوية، كان لا يزال في الستينيات ما يقارب من نصف عدد الوفيات الناجمة عن الالتهاب الرئوي في الولايات المتحدة كما حدث في مطلع القرن. كما أثبتت النمسا أن الأشخاص الذين تزيد أعمارهم عن 50 عاما، والذين يعانون من أمراض مزمنة هم أكبر فئة معرضة للخطر. أسس أوستريان قاعدة معرفية هائلة لبيولوجيا المكورات الرئوية. وقام بتحليل 83 نوعا معروفا من المكورات الرئوية، وحدد 14 نوعا كانت مسؤولة عن 80%من التهابات المكورات الرئوية في الأنسان، وأنه يجب تضمين الغشاء الخارجي أو كبسولات هذه الكائنات الحية في لقاح فعال. ثم ابتكر أوستريان لقاحا متعدد التكافؤ من متعدد السكاريد، ثم لعب دورا رئيسيا في التجارب السريرية الناجحة التي أسفرت عن ترخيصه.
نصت جائزة لاسكر على ما يلي:" لجهوده المستمرة والمكرسة التي سمحت بتطوير لقاح التي سرعان ما قد يقلل بشكل كبير من الأمراض البشرية الناجمة عن المكورات الرئوية، يتم منح جائزة البرت لاسكر للأبحاث الطبية السريرية.
روبرت أوستريان ينتج أيضا عن الاسم الطبي «متلازمة أوستريان» التي تصف المتلازمة السريرية لالتهاب السحايا بالمكورات الرئوية والالتهاب الرئوي والتهاب الشغاف، بعد بحثه عام 1957 في أرشيف الطب الباطني.